# Distrito electoral federal 6 de Sonora

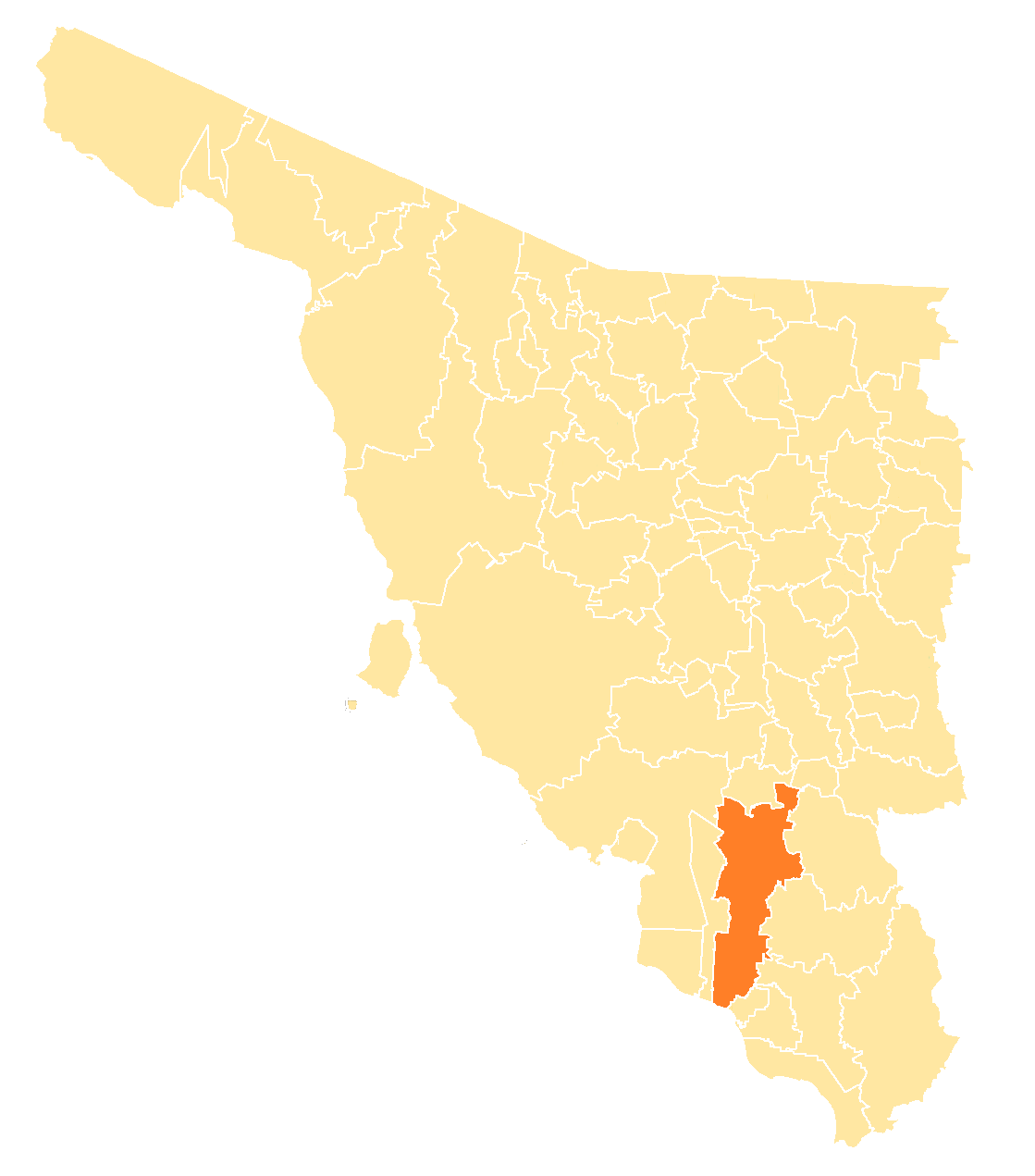
Mapa del municipio que compone el Sexto Distrito Electoral Federal de Sonora.

El VI Distrito Electoral Federal de Sonora es uno de los 300 distritos electorales en los que se encuentra dividido el territorio de México y uno de los 7 en los que se divide el estado de Sonora. Su cabecera es Ciudad Obregón.
Está localizado en el sur del estado, y lo constituye el Municipio de Cajeme, según el proceso de redistritación llevado a cabo en 2005.

## Distritaciones anteriores

### Distritación 1996 - 2005
Su territorio era idéntico al actual, formado únicamente por el Municipio de Cajeme.

## Diputados por el distrito
- LIII Legislatura
  - (1985 - 1988): Luis Donaldo Colosio Murrieta
- LIV Legislatura
  - (1988 - 1991):Manlio Fabio Beltrones Rivera
- LV Legislatura
  - (1991 - 1993): Jesus Armando Felix Holguin 
  - (1993 - 1994):Faustino Felix Escalante sustituido
- LVI Legislatura
  - (1994 - 1997): Alfonso Molina Ruibal
- LVII Legislatura
  - (1997 - 2000): Saúl Solano Castro
- LVIII Legislatura
  - (2000 - 2003): María del Rosario Oroz Ibarra
- LIX Legislatura
  - (2003 - 2006): Javier Castelo Parada
- LX Legislatura
  - (2006 - 2009): Armando Félix Holguín
- LXI Legislatura
  - (2009 - 2012): Rogelio Díaz Brown
- LXII Legislatura
  - (2012 - 2015): Faustino Félix Chávez
- LXIII Legislatura
  - (2015 - 2018): Abel Murrieta Gutiérrez
- LXIV Legislatura
  - (2018 - 2021): Javier Lamarque Cano
- LXV Legislatura
  - (2021 - 2024) Gabriela Martínez Espinoza
- LXVI Legislatura
  - (2024 - 2027) Anabel Acosta Islas

## Resultados electorales
2021
| Partido/ Coalición                      | Candidato                       | Votos   | Porcentaje |
| --------------------------------------- | ------------------------------- | ------- | ---------- |
| Partido Verde Ecologista                | Alonzo Lara Mares               | 3,042   | 2.3723%    |
| Partido del Trabajo                     | María Luisa vega Cuaema         | 3,335   | 2.6008%    |
| Movimiento Ciudadano                    | Eduardo Flores Moreno           | 15,875  | 12.3801%   |
| Movimiento Regeneración Nacional        | Gabriela Martínez Espinoza      | 56,218  | 43.8418%   |
| Partido Encuentro Solidario             | Leonel Reyes Leyva              | 2,379   | 1.8552%    |
| Redes Sociales Progresistas             | Sergio Alejandro Ibarra Partida | 1,222   | 0.9529%    |
| Fuerza por México                       | Nora Dilan Hurtado Valenzuela   | 3,171   | 2.4729%    |
| Coalición Va Por México (PAN, PRI, PRD) | Omar Alberto Guillen Partida    | 39,185  | 30.5586%   |
|                                         | Candidatura no registrada       | 99      | 0.0772%    |
|                                         | Votos nulos                     | 3,703   | 2.8878%    |
|                                         | total                           | 128,229 | 100.00%    |

2018
| Elecciones federales de 2018         | Elecciones federales de 2018        | Elecciones federales de 2018      | Elecciones federales de 2018 | Elecciones federales de 2018 |
| ------------------------------------ | ----------------------------------- | --------------------------------- | ---------------------------- | ---------------------------- |
| Coalición/Candidatura Independiente  | Coalición/Candidatura Independiente | Candidato                         | Votos                        | Porcentaje                   |
|                                      | Por México al Frente                | Verónica Isabel Montoya Uriarte   | 17,726                       | 10.8547%                     |
|                                      | Todos por México                    | Anabel Acosta Islas               | 35,868                       | 21.9642%                     |
|                                      | Juntos Haremos Historia             | Carlos Javier Lamarque Cano       | 87,183                       | 53.3875%                     |
|                                      | Candidatura independiente           | José Terencio Valenzuela Gallegos | 18,256                       | 11.1792%                     |
|                                      | Candidaturas no registradas         | Candidaturas no registradas       | 30                           | 00.0183%                     |
|                                      | Votos nulos                         | Votos nulos                       | 4,239                        | 02.5958%                     |
| Total                                | Total                               | Total                             | 163,302                      | 100%                         |
| Fuente: Instituto Nacional Electoral |                                     |                                   |                              |                              |

### 2015
|  | 25.69 % |

|  | 49.34 % |

|  | 1.90 % |

|  | 0.90 % |

|  | 8.05 % |

|  | 4.03 % |

|  | 4.32 % |

|  | 01.24 % |

|  | 1.55 % |

|  | 0.05 % |

|  | 2.93 % |

|  | 100.00 % |

### 2012
|  | 28.50 % |

|  | 44.33 % |

|  | 16.68 % |

|  | 01.34 % |

|  | 01.62 % |

|  | 00.05 % |

|  | 07.49 % |

|  | 100.0 % |

### 2009
|  | Partido Acción Nacional                        |                       | Ana Luisa Aguilar Mendivil         |
|  | Partido Revolucionario Institucional           |                       | Rogelio Manuel Díaz Brown          |
|  | Partido de la Revolución Democrática           |                       | Federico Ibarra Tirado             |
|  | Coalición Salvemos a México (PT, Convergencia) |                       | Silvia Rivera Tovar                |
|  | Partido Verde Ecologista de México             |                       | Jorge Ellis Worley Espejo          |
|  | Partido Nueva Alianza                          | No registró candidato | No registró candidato              |
|  | Partido Socialdemócrata                        |                       | Francisco Javier Coronado Figueroa |